# Carcelia latifacialia
Carcelia latifacialia är en tvåvingeart som beskrevs av Chao och Liang 1986. Carcelia latifacialia ingår i släktet Carcelia och familjen parasitflugor. Inga underarter finns listade i Catalogue of Life.